# Бела Вода (Прокупље)
Бела Вода је насељено место града Прокупља у Топличком округу. Према попису из 2022. било је 219 становника (према попису из 1991. било је 232 становника).

## Демографија
У насељу Бела Вода живи 164 пунолетна становника, а просечна старост становништва износи 40,9 година (41,1 код мушкараца и 40,6 код жена). У насељу има 60 домаћинстава, а просечан број чланова по домаћинству је 3,45.
Ово насеље је великим делом насељено Србима (према попису из 2002. године), а у последња три пописа, примећен је пад у броју становника.
|  |

| Демографија | Демографија | Демографија |
| Година      | Становника  | Становника  |
| ----------- | ----------- | ----------- |
| 1948.       | 215         |             |
| 1953.       | 223         |             |
| 1961.       | 205         |             |
| 1971.       | 176         |             |
| 1981.       | 252         |             |
| 1991.       | 232         | 228         |
| 2002.       | 207         | 223         |

| Етнички састав према попису из 2002.‍ | Етнички састав према попису из 2002.‍ | Етнички састав према попису из 2002.‍ | Етнички састав према попису из 2002.‍ | Етнички састав према попису из 2002.‍ |
| ------------------------------------ | ------------------------------------ | ------------------------------------ | ------------------------------------ | ------------------------------------ |
|                                      |                                      |                                      |                                      |                                      |
| Срби                                 | Срби                                 |                                      | 203                                  | 98,06%                               |
| Црногорци                            | Црногорци                            |                                      | 1                                    | 0,48%                                |
| непознато                            | непознато                            |                                      | 3                                    | 1,44%                                |

| Година пописа     | 1948. | 1953. | 1961. | 1971. | 1981. | 1991. | 2002. |
| ----------------- | ----- | ----- | ----- | ----- | ----- | ----- | ----- |
| Број домаћинстава | 36    | 38    | 39    | 43    | 72    | 63    | 60    |

| Број чланова      | 1 | 2  | 3 | 4  | 5 | 6 | 7 | 8 | 9 | 10 и више | Просек |
| ----------------- | - | -- | - | -- | - | - | - | - | - | --------- | ------ |
| Број домаћинстава | 4 | 22 | 6 | 14 | 6 | 4 | 2 | 1 | 1 | 0         | 3,45   |

| Пол    | Укупно | Неожењен/Неудата | Ожењен/Удата | Удовац/Удовица | Разведен/Разведена | Непознато |
| ------ | ------ | ---------------- | ------------ | -------------- | ------------------ | --------- |
| Мушки  | 82     | 15               | 62           | 4              | 0                  | 1         |
| Женски | 83     | 7                | 62           | 9              | 1                  | 4         |
| УКУПНО | 165    | 22               | 124          | 13             | 1                  | 5         |

| Пол    | Укупно                    | Пољопривреда, лов и шумарство | Рибарство                            | Вађење руде и камена | Прерађивачка индустрија       |
| ------ | ------------------------- | ----------------------------- | ------------------------------------ | -------------------- | ----------------------------- |
| Мушки  | 34                        | 1                             | 0                                    | 0                    | 22                            |
| Женски | 21                        | 1                             | 0                                    | 0                    | 14                            |
| УКУПНО | 55                        | 2                             | 0                                    | 0                    | 36                            |
| Пол    | Производња и снабдевање   | Грађевинарство                | Трговина                             | Хотели и ресторани   | Саобраћај, складиштење и везе |
| Мушки  | 0                         | 0                             | 4                                    | 0                    | 2                             |
| Женски | 0                         | 0                             | 2                                    | 1                    | 0                             |
| УКУПНО | 0                         | 0                             | 6                                    | 1                    | 2                             |
| Пол    | Финансијско посредовање   | Некретнине                    | Државна управа и одбрана             | Образовање           | Здравствени и социјални рад   |
| Мушки  | 0                         | 0                             | 4                                    | 1                    | 0                             |
| Женски | 1                         | 0                             | 1                                    | 1                    | 0                             |
| УКУПНО | 1                         | 0                             | 5                                    | 2                    | 0                             |
| Пол    | Остале услужне активности | Приватна домаћинства          | Екстериторијалне организације и тела | Непознато            | Непознато                     |
| Мушки  | 0                         | 0                             | 0                                    | 0                    | 0                             |
| Женски | 0                         | 0                             | 0                                    | 0                    | 0                             |
| УКУПНО | 0                         | 0                             | 0                                    | 0                    | 0                             |